# 中原 (三鷹市)
中原（なかはら）は、東京都三鷹市の町名。現行行政地名は中原一丁目から中原四丁目。郵便番号は181-0005。

## 地理

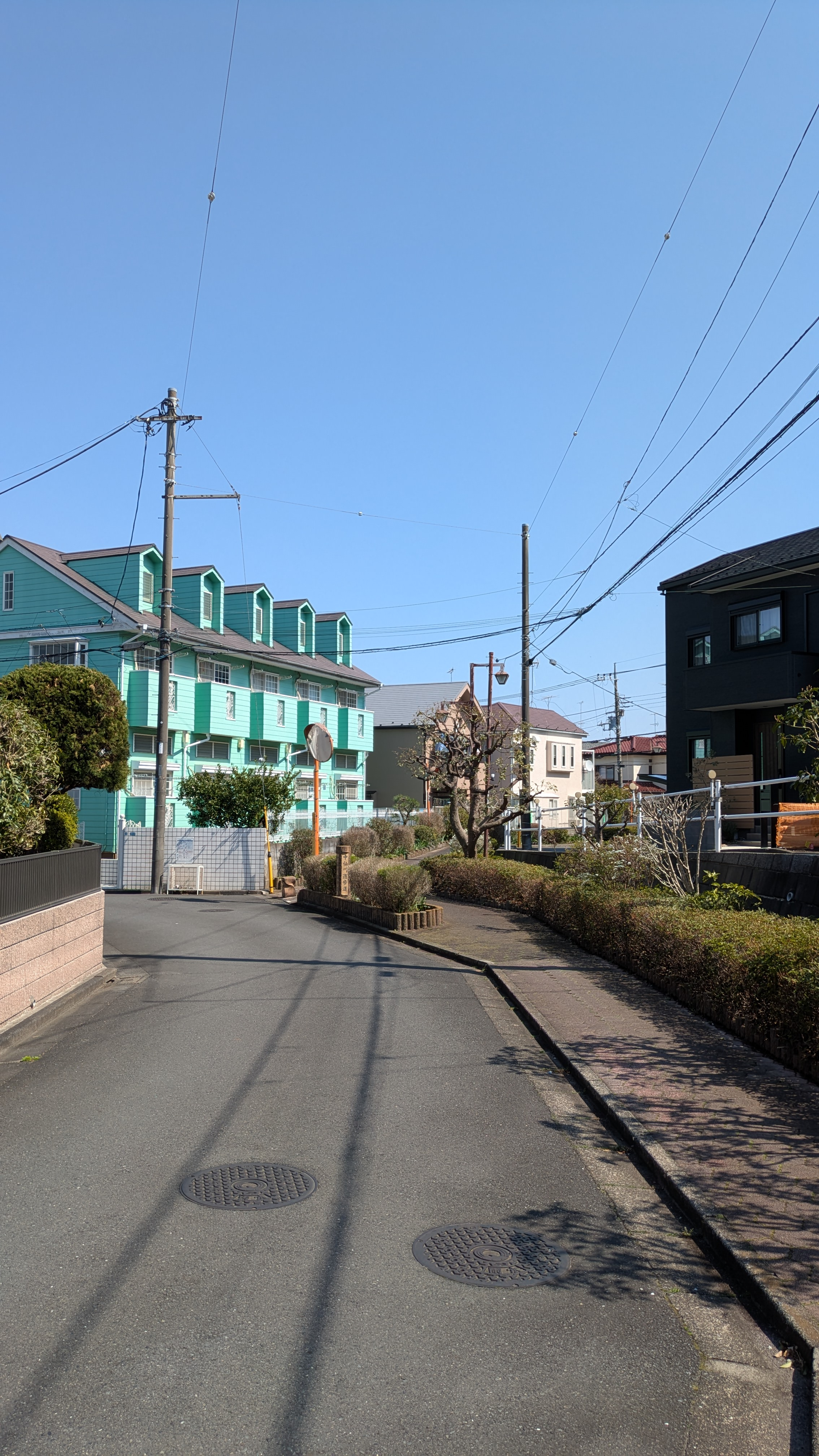
中仙川遊歩道　中原2丁目21付近

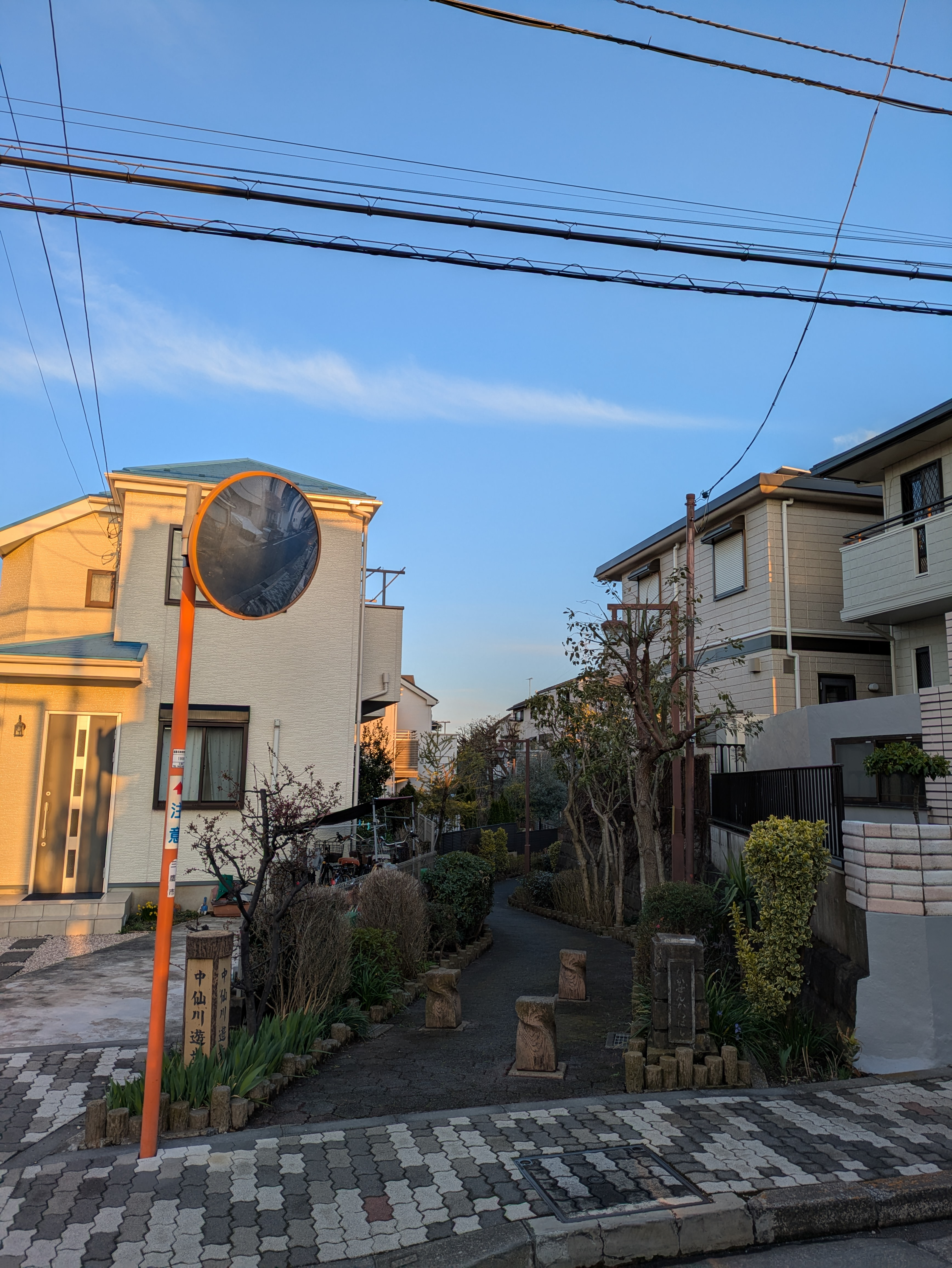
中仙川遊歩道

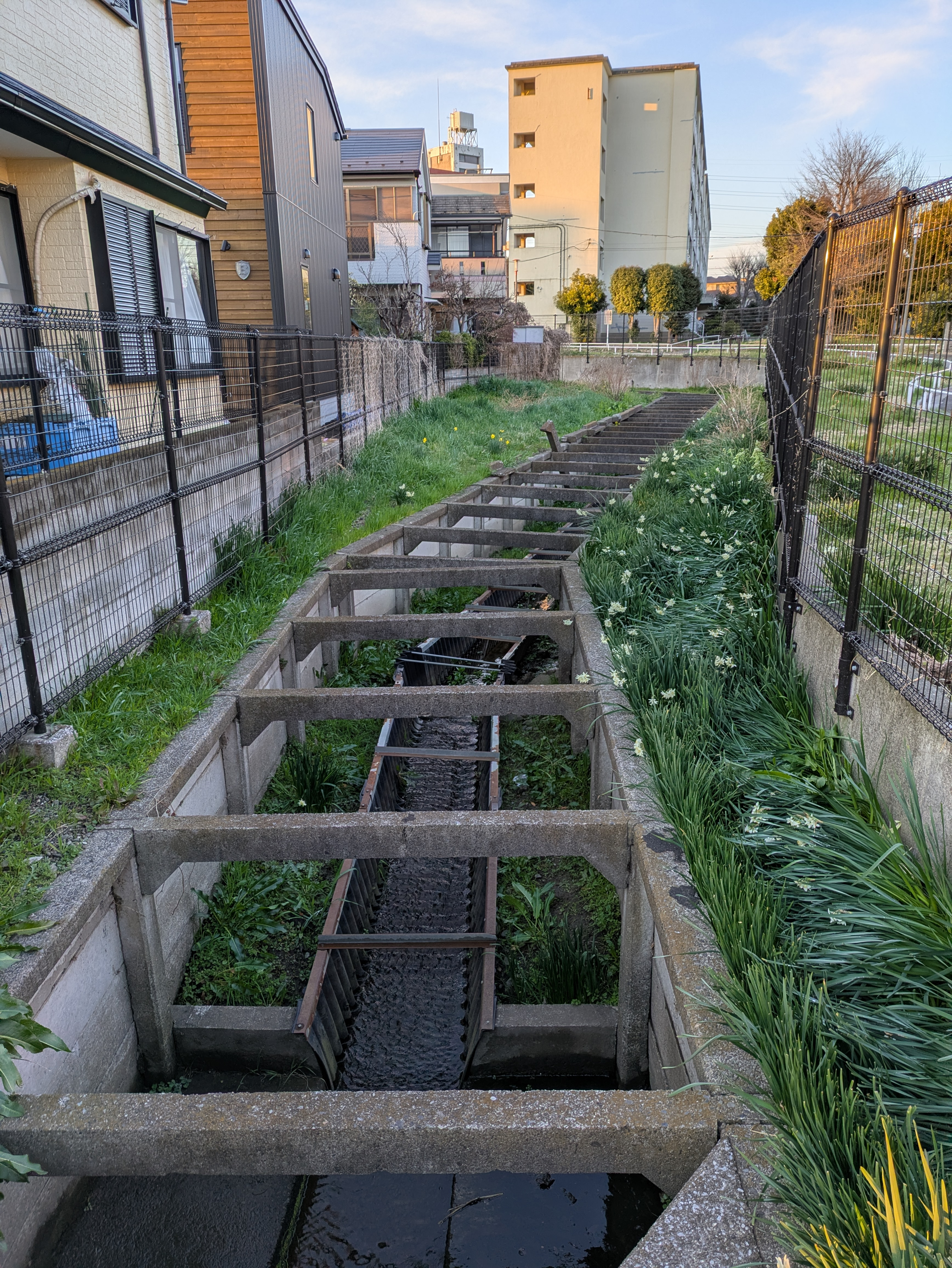
中仙川三鷹市中原開渠部

三鷹市の南東部に位置する地域である。北から時計回りに新川、調布市緑ケ丘、仙川町、東つつじケ丘、西つつじケ丘、柴崎及び深大寺東町に隣接する。

### 河川
- 中仙川 ｰｰｰ 入間川の三鷹市内・調布市内における呼称。町域内に開渠部が存在する。

### 地価
住宅地の地価は、2025年（令和7年）1月1日の公示地価によれば、中原1-18-6の地点で46万8000円/m2となっている。

## 歴史

### 地名の由来
中仙川村の中央地区一帯の原野を指して名付けられた。もとは小字のひとつであったが、新住居表示の実施により、1965年（昭和40年）から町名として使われている。

## 世帯数と人口
2025年（令和7年）1月1日現在の世帯数と人口は以下の通りである。
| 丁目       | 世帯数    | 人口     |
| ---------- | --------- | -------- |
| 中原一丁目 | 2,218世帯 | 4,287人  |
| 中原二丁目 | 1,518世帯 | 3,164人  |
| 中原三丁目 | 1,586世帯 | 3,237人  |
| 中原四丁目 | 1,957世帯 | 4,110人  |
| 計         | 7,279世帯 | 14,798人 |

## 小・中学校の学区
市立小・中学校に通う場合、学区は以下の通りとなる
| 丁目       | 番地                 | 小学校     | 中学校     |
| ---------- | -------------------- | ---------- | ---------- |
| 中原一丁目 | 全域                 | 東台小学校 | 第五中学校 |
| 中原二丁目 | 2～9番 14～25番      | 東台小学校 | 第五中学校 |
| 中原二丁目 | その他               | 中原小学校 | 第五中学校 |
| 中原三丁目 | 全域                 | 中原小学校 | 第五中学校 |
| 中原四丁目 | 17番7～19号 35〜36番 | 中原小学校 | 第五中学校 |
| 中原四丁目 | その他               | 東台小学校 | 第五中学校 |

## 交通

### 鉄道
町域内に鉄道駅はないが、町域の南部（一丁目）がつつじヶ丘駅の徒歩圏内にある。
| 隣接する街区の駅                             | バス移動により利用可能な駅 |
| -------------------------------------------- | --- |
| 京王線 - つつじヶ丘駅(KO 12) - 仙川駅(KO 13) | JR中央線 JR中央・総武線各駅停車 - 三鷹駅(JC 12)(JB 01) JR中央線 JR中央・総武線各駅停車 京王井の頭線 - 吉祥寺駅(JC 11)(JB 02)(IN 17) |

### バス
小田急バスと三鷹市により、以下のバス路線が運行されている。停留所は町域内のもののみ記載。
- 吉03・鷹54

（吉祥寺駅・三鷹駅方面） - 中原三丁目 - 新川五丁目 - 中原小学校 - コミュニティセンター西 - コミュニティセンター入口 - 中原一丁目 -（仙川方面）
- 鷹61・鷹62

（三鷹駅方面）- 中原三丁目 - 都営団地前 - 東町三丁目 -（晃華学園東「meedo」・調布駅方面）
- みたかシティバス 新川・中原ルート

（杏林大学病院・新川団地中央方面） - 中原高架下児童遊園 - 中原四丁目 - 中原地区公会堂 - 中西 -（つつじヶ丘駅方面）

### 道路
- 中央自動車道（通過のみ）
- 東京外環自動車道（通過のみ、建設中）
- 国道20号（甲州街道）
- 東京都道114号武蔵野狛江線（吉祥寺通り）

## 施設
- 三鷹市役所東部支所
- 三鷹市立中原小学校
- 三鷹市立東台小学校